# Vladímir Busláyev
Vladímir Savélievich Busláyev (en ruso: Владимир Савельевич Буслаев, Leningrado, Unión Soviética, 19 de abril de 1937-14 de marzo de 2012) fue un físico matemático ruso.

## Educación
Busláyev obtuvo su doctorado en 1963 en la Universidad de Leningrado bajo la supervisión de Olga Ladýzhenskaya con la tesis Asíntotas de onda corta de problemas de difracción en dominios convexos. Fue profesor en la Universidad Estatal de San Petersburgo.

## Contribuciones
Investigó en problemas matemáticos de difracción y en el método WKB.

## Reconocimientos
En 1963 recibió el premio de la Sociedad Matemática de Leningrado.
En 1983 fue uno de los ponentes invitados al Congreso Internacional de Matemáticos en Varsovia, donde dio la charla Regularization of many particle scattering. Obtuvo un doctorado honoris causa por la Universidad de París Norte. En el 2000 recibió el Premio Estatal de la Federación de Rusia y se convirtió en Científico Honorario de la Federación de Rusia. El mismo año dio una charla plenaria (Adiabatic perturbations of linear periodic problems) en la reunión anual de la Deutsche Mathematiker-Vereinigung en Dresde.

## Publicaciones destacadas
- Con Vladímir Borísovich Matvéyev: «Wave operators for the Schrödinger equation with a slowly decreasing potential». Teoreticheskaya i Matematicheskaya Fizika 2 (3): 367-376. 1970. Bibcode:1970TMP.....2..266B. doi:10.1007/BF01038047.
- «Semiclassical approximation for equations with periodic coefficients». Russian Mathematical Surveys 42 (6): 97-125. 1987. Bibcode:1987RuMaS..42...97B. doi:10.1070/RM1987v042n06ABEH001502.
- Con Vincenzo Grecchi: «Equivalence of unstable anharmonic oscillators and double wells». Journal of Physics A: Mathematical and General 26 (20): 5541. 1993. Bibcode:1993JPhA...26.5541B. doi:10.1088/0305-4470/26/20/035.
- Con Catherine Sulem: «On asymptotic stability of solitary waves for nonlinear Schrödinger equations». Annales de l'IHP Analyse non linéaire 20 (3). 2003. Bibcode:2003AnIHP..20..419B. doi:10.1016/S0294-1449(02)00018-5.